# Franklin Pierce
Franklin Pierce (hoặc Franklin Kendrick Pierce) (23 tháng 11 năm 1804 - 8 tháng 10 năm 1869) là Tổng thống thứ 14 của Hoa Kỳ, tại nhiệm từ năm 1853 đến 1857, và là người theo Đảng Dân chủ ở miền Bắc. Ông quan điểm rằng phong trào bãi bỏ chế độ nô lệ là một mối đe dọa cho sự thống nhất của quốc gia. Ông cho các nhóm chống nô lệ ra rìa bằng cách ủng hộ và ký kết để ban hành Đạo luật Kansas-Nebraska và thi hành Đạo luật Nô lệ Bỏ trốn. Tuy nhiên, ông thất bại trong việc hòa giải xung đột giữa miền Bắc và miền Nam, và điều này đã tạo tiền đề cho sự ly khai của miền Nam khỏi Liên minh và dẫn đến Nội chiến Hoa Kỳ.
Pierce được sinh ra tại tiểu bang New Hampshire, và phục vụ trong cả Hạ viện lẫn Thượng viện Hoa Kỳ cho đến khi ông từ chức vào năm 1842. Ông có một sự nghiệp pháp lý thành công ở New Hampshire, và được bổ nhiệm làm Chưởng lý Hoa Kỳ tại tiểu bang nơi ông sinh sống vào năm 1845. Ông từng tham gia Chiến tranh Mexico-Hoa Kỳ với chức vụ Thiếu tướng Lục quân. Những người theo Đảng Dân chủ đã nhìn nhận ông là một ứng viên có thể dung hòa mối quan tâm của cả hai miền Bắc-Nam và đề cử ông đứng ra tranh chức Tổng thống trong Đại hội Toàn quốc của Đảng Dân chủ năm 1852. Pierce và người đồng ứng cử William R. King đã dễ dàng giành thắng lợi trước ứng cử viên của Đảng Whig là Winfield Scott và William A. Graham trong cuộc bầu cử năm đó.
Với cương vị Tổng thống, ông cố gắng thực hiện các tiêu chuẩn cho việc tuyển dụng công chức (tuyển dựa trên tài cán) đồng thời đáp ứng các yêu cầu của Đảng Dân chủ thông qua việc bảo trợ (tuyển nhân sự chỉ dựa trên yếu tố Đảng phái). Tuy nhiên, những nỗ lực của ông đã không thành công và khiến nhiều người theo Đảng Dân chủ quay lưng lại với ông. Do Pierce là một người theo chủ nghĩa bành trướng của phong trào Young America, nên ông đã ký kết Thương vụ Gadsden mua đất từ Mexico, nhưng điều này đã dẫn đến sự thất bại trong vụ mua Cuba từ Tây Ban Nha. Ngoài ra, ông còn ký kết các hiệp định giao thương với Anh Quốc và Nhật Bản, trong khi Nội các của ông đã cải tổ các phòng ban và nâng cao trách nhiệm, nhưng những thành công này đã bị lu mờ bởi xung đột chính trị trong nhiệm kỳ tổng thống của ông. Sự tín nhiệm của ông đối với người dân các bang phía Bắc Hoa Kỳ bị suy giảm đáng kể sau khi ông ủng hộ ban hành Đạo luật Kansas-Nebraska và vô hiệu hóa Thỏa hiệp Missouri, nhưng nhiều người da trắng ở phía Nam lại rất ủng hộ ông. Đồng thời, việc thông qua Đạo luật còn dẫn đến xung đột bạo lực khi tranh chấp về vấn đề mở rộng chế độ nô lệ ở vùng miền Tây Hoa Kỳ. Chính quyền Pierce còn bị ảnh hưởng danh tiếng nghiêm trọng khi mà nhiều nhà ngoại giao của ông ban hành tài liệu bị nhiều chỉ trích tên Tuyên ngôn Ostend nhằm kêu gọi sự sáp nhập của Cuba. Ông hoàn toàn mong đợi rằng bản thân sẽ được Đảng Dân chủ tái đề cử trong cuộc đua chức Tổng thống năm 1856, nhưng các thành viên trong Đảng đã bỏ rơi ông và dập tắt ước muốn của Pierce. Danh tiếng của ông tại miền Bắc càng đi xuống trong thời kỳ Nội chiến Hoa Kỳ bùng nổ khi mà ông trở thành nhà phê bình chính trị chỉ trích Tổng thống Abraham Lincoln.
Pierce là một người khá nổi tiếng và thích hướng ngoại, nhưng ông lại không may có một cuộc sống gia đình nghiệt ngã. Vợ ông, Jane, phải chịu đau đớn bệnh tật và bị trầm cảm phần lớn cuộc đời bà. Tất cả người con của họ đều qua đời khi tuổi còn trẻ, với người con trai út qua đời trong một tai nạn tàu hỏa khủng khiếp khi gia đình đang đi du lịch vài ngày trước khi Pierce nhậm chức. Ông là một người nghiện rượu nặng trong phần lớn cuộc đời mình, và qua đời do chứng bệnh xơ gan vào năm 1869. Các nhà sử học và giới học giả thường xếp hạng Pierce là một trong những vị Tổng thống Hoa Kỳ tồi tệ và không được đáng ghi nhớ nhất.

## Điều thú vị về vị Tổng thống
Ông là một vị Tổng thống Mỹ có trí nhớ vô cùng tốt. Ông có thể đọc thuộc lòng một bài diễn văn nhậm chức dài 3.000 từ của mình một cách rành rọt. Trong suốt cuộc đời, ông là một người nghiện rượu nặng và đã từng mắc phải căn bệnh trầm cảm.
Ông cũng là vị tổng thống duy nhất rút tên mình khỏi danh sách tranh cử Tổng thống tiếp theo của nhiệm kỳ vào năm 1856.